# Camilo Machado
Camilo Andrés Machado (Santa Marta, Colombia; 1 de febrero de 1999) es un futbolista colombiano. Juega de Delantero y su equipo actual es el Quilmes de la Primera Nacional.

## Trayectoria
Machado comenzó jugando en su país para el club Talento Ciudadela de Santa Marta, hasta que en 2015 llegó con 16 años a la Argentina para jugar en las inferiores de All Boys.
Luego de un año en el equipo de Floresta, en 2016 decidió marcharse a Quilmes.
El 2 de diciembre de 2018 debutó con la Primera del club, entrando a los 35 minutos del segundo tiempo frente a Ramón Santamarina, partido que terminó 0-0.
El 21 de octubre de 2020 firmó contrato con Argentino de Quilmes, en condición de préstamo sin opción de compra, hasta diciembre de 2021, para disputar la Primera B.

## Estadísticas

### Clubes
- Actualizado hasta el 5 de agosto de 2025.

| Quilmes Argentina | 2.ª                 | 2018-19             | 1   | 0  | - | - | - | - | 1   | 0  | 0    |
| Quilmes Argentina | 2.ª                 | 2019-20             | 1   | 0  | - | - | - | - | 1   | 0  | 0    |
| Quilmes Argentina | 2.ª                 | 2021                | 13  | 1  | - | - | - | - | 13  | 1  | 0.08 |
| Quilmes Argentina | 2.ª                 | 2022                | 28  | 0  | 3 | 1 | - | - | 31  | 1  | 0.03 |
| Quilmes Argentina | 2.ª                 | 2025                | 21  | 2  | 2 | 1 | - | - | 23  | 3  | 0.13 |
| Quilmes Argentina | Total club          | Total club          | 64  | 3  | 5 | 2 | - | - | 69  | 5  | 0.07 |
| Argentino de Quilmes Argentina | 3.ª                 | 2020                | 5   | 0  | - | - | - | - | 5   | 0  | 0    |
| Argentino de Quilmes Argentina | 3.ª                 | 2021                | 12  | 7  | - | - | - | - | 12  | 7  | 0.58 |
| Argentino de Quilmes Argentina | Total club          | Total club          | 17  | 7  | - | - | - | - | 17  | 7  | 0.41 |
| Defensores de Belgrano Argentina | 2.ª                 | 2023                | 18  | 0  | 1 | 0 | - | - | 19  | 0  | 0    |
| Defensores de Belgrano Argentina | Total club          | Total club          | 18  | 0  | 1 | 0 | - | - | 19  | 0  | 0    |
| Guillermo Brown Argentina | 2.ª                 | 2024                | 33  | 4  | - | - | - | - | 33  | 4  | 0.12 |
| Guillermo Brown Argentina | Total club          | Total club          | 33  | 4  | - | - | - | - | 33  | 4  | 0.12 |
| Total en su carrera | Total en su carrera | Total en su carrera | 130 | 14 | 6 | 2 | - | - | 136 | 16 | 0.11 |
| (1) Las copas nacionales se refiere a la Copa Argentina. (2) Las copas internacionales se refiere a la Copa Libertadores y a la Copa Sudamericana. (3) Media de goles por encuentro. No incluye goles en partidos amistosos. |                     |                     |     |    |   |   |   |   |     |    |      |